# Кульова перфорація свердловин
При кульовій перфорації у свердловину на електричному кабелі спускають стріляючий апарат, що складається з декількох (8  10) камер-стволів, заряджених кулями діаметром 12,5 мм. Камери заряджаються вибуховою речовиною (ВР) та детонаторами. При подачі електричного імпульсу кулі пробивають колону, цемент і впроваджуються в породу, утворюючи канал для руху рідини і газу із пласта у свердловину.
Кульові перфоратори поділяються на два види:
- 1) з горизонтальними стволами, коли довжина стволів мала і обмежена радіальними габаритами перфоратора;
- 2) з вертикальними стволами з відхилювачами куль на кінцях для надання їх польоту напрямку, близького до перпендикулярного відносно осі свердловини.

Перфоратор з горизонтальними стволами має декілька секцій, уздовж яких просвердлені 2 або 4 вертикальні канали, камери з ВР. Стовбури камер заряджені кулями і закриті герметизуючими прокладками. Верхня секція має два запальні пристрої. При подачі по кабелю струму спрацьовує перший запальний пристрій, і детонація поширюється по вертикальному каналу на всі камери, що перетинаються цим каналом. В результаті майже миттєвого згоряння ВР тиск газів у камері досягає 2000 МПа. Відбувається майже одночасний постріл із половини всіх стволів. При необхідності подвоїти число пострілів по другій жилі кабелю подається другий імпульс. При цьому спрацьовує друга половина стволів від другого запального пристрою. У перфораторі маса заряду ВР однієї камери незначна (рівна 4 — 5 г), тому пробивна здатність його невелика. Довжина перфораційних каналів, що утворюються, становить 65  145 мм (залежно від властивостей породи і типу перфоратора), діаметр каналу — 12,5 мм.
Перфоратор з вертикальними стволами
При вертикальному розташуванні стволів об'єм камер і довжина стволів більші, ніж при горизонтальному. У кожній секції два стволи спрямовані вгору і це компенсує реактивні сили, що діють на перфоратор в момент пострілу. Одна камера віддає енергію вибуху одразу двом стволам. Маса ВР в одній камері досягає 90 г. Тиск газів у камерах становить 600—800 МПа. Дія газів триваліша, ніж при горизонтальному розташуванні стовбурів. Це дозволяє збільшити початкову швидкість вильоту кулі та пробивну здатність перфоратора. Довжина перфораційних каналів у породі виходить 145—350 мм при діаметрі близько 20 мм. У кожній секції перфоратора є чотири вертикальні стовбури, на кінцях яких зроблені плавні жолобки-відхилювачі. Кулі, виготовлені з легованої сталі; для зменшення тертя у відхилювачах покриваються міддю або свинцем. Постріл зі всіх стволів відбувається практично одночасно, тому що всі камери з ВР сполучаються вогнепровідним каналом.